# Garrulax monileger
El charlatán acollarado chico (Garrulax monileger) es un especie de ave paseriforme de la familia Leiothrichidae. Habita en la península de Indochina (Camboya, Laos, Birmania, Tailandia y Vietnam) además de Bangladés, Bután,, este de India y áreas de China y Nepal. Sus hábitats naturales son el subtropical y tropical.